# یورگن پرسون
یورگن پرسون (انگلیسی: Jörgen Persson؛ زادهٔ ۲۲ آوریل ۱۹۶۶) یک بازیکن تنیس روی میز اهل سوئد است. 
وی در مسابقات کشوری و بین‌المللی در مجموع برنده ۱۶ مدال طلا، ۷ مدال نقره، ۴ مدال برنز شده‌است.